# Шипек
Шипек (словен. Šipek) — поселення в общині Чрномель, Південно-Східна Словенія, Словенія. Висота над рівнем моря: 158,9 м.